# Lichtstrom
Lichtstrom (englisch luminous flux, Formelzeichen {\displaystyle \Phi _{\mathrm {v} }}) ist eine photometrische Größe, die angibt, wie viel für das menschliche Auge wahrnehmbares Licht eine Lichtquelle pro Zeitspanne abstrahlt. Er entspricht der physikalischen (radiometrischen) Strahlungsleistung, berücksichtigt aber zusätzlich die Empfindlichkeit des menschlichen Auges. Er wird in der Maßeinheit Lumen (lm) angegeben.

## Definition

Relative Hellempfindlichkeitskurven für Tagsehen V(λ) (rot) und Nachtsehen V'(λ) (blau)

Jede Lichtquelle gibt Energie in Form von elektromagnetischer Strahlung ab. Die pro Zeitspanne abgestrahlte Energie wird als Strahlungsleistung oder Strahlungsfluss {\displaystyle \Phi _{\mathrm {e} }} bezeichnet. Für das menschliche Auge ist aber nur ein begrenzter Spektralbereich zugänglich, und auch im sichtbaren Bereich hängt die Empfindlichkeit des Auges stark von der Wellenlänge {\displaystyle \lambda } ab. Für die Beschreibung des Helligkeitseindrucks wird der sichtbare Anteil der Strahlungsleistung daher mit der Hellempfindlichkeitskurve des menschlichen Auges bewertet (gewichtet). Das Ergebnis ist der Lichtstrom {\displaystyle \Phi _{\mathrm {v} }} („v“ für „visuell“ kennzeichnet den Lichtstrom als photometrische Größe). Um zu betonen, dass der Lichtstrom eine speziell auf das menschliche Auge abgestimmte Größe ist, wird er nicht in der Maßeinheit Watt (W) angegeben, sondern hat seine eigene Maßeinheit, das Lumen (lm).
Der Umrechnungsfaktor zwischen Strahlungsleistung und Lichtstrom ist das spektrale photometrischen Strahlungsäquivalent
{\displaystyle K(\lambda )=K_{\mathrm {m} }\cdot V(\lambda )\ .}
Dabei ist V(λ) die Hellempfindlichkeitskurve für Tagsehen. Ihr Maximum V(λ) = 1 liegt bei der Wellenlänge λ = 555 nm (grünes Licht). Der Skalierungsfaktor Km wurde auf 683 lm/W festgelegt, damit die so definierte Maßeinheit Lumen möglichst gut mit ihrer früheren Definition übereinstimmte.
Im Fall von monochromatischem Licht (nur eine Wellenlänge) ist der Lichtstrom
{\displaystyle \Phi _{\mathrm {v} }=K(\lambda )\cdot \Phi _{\mathrm {e} }=K_{\mathrm {m} }\cdot V(\lambda )\cdot \Phi _{\mathrm {e} }\ .}
Für monochromatisches Licht der Wellenlänge λ = 555 nm entspricht also eine Strahlungsleistung von 1 W einem Lichtstrom von 683 lm, bei anderen Wellenlängen ist der Lichtstrom bei gleicher Strahlungsleistung geringer.
Im Regelfall besteht Licht aber aus einem Gemisch von Wellenlängen. Dann muss die spektrale Strahlungsleistung {\displaystyle \textstyle {\mathrm {d} \Phi _{\mathrm {e} }(\lambda )}/{\mathrm {d} \lambda }} für jede Wellenlänge mit dem entsprechenden spektralen photometrischen Strahlungsäquivalent  multipliziert werden, d. h. man berechnet das Integral über die Wellenlänge:
{\displaystyle \Phi _{\mathrm {v} }=K_{\mathrm {m} }\int V(\lambda )\ {\frac {\mathrm {d} \Phi _{\mathrm {e} }(\lambda )}{\mathrm {d} \lambda }}\ \mathrm {d} \lambda \ .}
Bei geringer Helligkeit (genauer: Leuchtdichte), dem so genannten Nachtsehen, wird das Licht im Auge von anderen Zellen registriert, die eine andere Empfindlichkeit aufweisen. Die entsprechenden Größen sind dann K′m =  1700 lm/W  und V′(λ). V′(λ) hat sein Maximum bei λ = 507 nm.
Auf analoge Weise können auch andere photometrische Größen (Lichtstärke, Beleuchtungsstärke, Leuchtdichte, …) messtechnisch oder rechnerisch direkt aus der entsprechenden radiometrischen Größe (Strahlstärke, Bestrahlungsstärke, Strahldichte, …) abgeleitet werden, wenn bekannt ist, aus welchem Wellenlängengemisch sich die betreffende elektromagnetische Strahlung zusammensetzt.
Der auf diese Weise ermittelte sichtbare Anteil der elektromagnetischen Strahlung („Licht“ im photometrischen Sinne) stellt ein quantitatives Maß für den Lichtreiz dar, der im Auge eine Helligkeitsempfindung hervorruft. Die subjektive Wahrnehmung dieser Helligkeitsempfindung mit ihren Anpassungs-, Kontrast- und sonstigen wahrnehmungsphysiologischen Effekten ist nicht mehr Thema der Photometrie.

## Frühere Definition
Photometrische Messungen erfolgten ursprünglich anhand von genormten Lichtquellen („Standardkerzen“), die ein Gemisch von Wellenlängen emittierten. Größen und Einheiten der Photometrie waren von denen der Radiometrie und des übrigen SI getrennt. Als fundamentale photometrische Größe wurde die Lichtstärke (Lichtstrom durch Raumwinkel: {\textstyle \mathrm {d} \Phi _{\mathrm {v} }/{\mathrm {d} \Omega }}) gewählt, weil der visuelle Vergleich von Lichtquellen im Vordergrund stand und die Lichtstärke diejenige Eigenschaft der Quellen war, die am einfachsten einem Vergleich zugänglich war. Die Einheit der Lichtstärke (seit 1947 die Candela) galt als Basiseinheit. In mathematisch vereinfachter Darstellung lautete die Definition des Lichtstroms (die inhaltlich auch heute noch gilt):
Wenn die Lichtstärke innerhalb eines Raumwinkels konstant ist, dann ist der in diesem Raumwinkel abgestrahlte Lichtstrom das Produkt aus der Lichtstärke und dem Raumwinkel: {\displaystyle \,\Phi _{\mathrm {v} }\,=\,I_{\mathrm {v} }\cdot \Omega \,}.
1979 wurde die Candela neu definiert, indem das Lumen über das photometrische Strahlungsäquivalent an das Watt angebunden wurde. Da der Lichtstrom nunmehr die fundamentalere Größe war, plädierte das zuständige internationale Gremium im Vorfeld dafür, dass der Lichtstrom die Lichtstärke als Basisgröße und das Lumen die Candela als Basiseinheit ablösen sollte. Der Antrag wurde jedoch verworfen, um die Zustimmung zur Neudefinition der photometrischen Einheiten insgesamt nicht zu gefährden.

## Beispiele typischer Lichtströme
Im Folgenden werden beispielhaft die Lichtströme gebräuchlicher Leuchtmittel gelistet.
Die hier tabellierte in lm/W gemessene Lichtausbeute ist nicht zu verwechseln mit dem oben erwähnten, ebenfalls in lm/W gemessenen photometrischen Strahlungsäquivalent. Letzteres beschreibt, wie viele Lumen auf jedes Watt der abgestrahlten elektromagnetischen Leistung entfallen. Die Lichtausbeute beschreibt, wie viele Lumen auf jedes Watt der von der Lichtquelle aufgenommenen (meist elektrischen) Leistung entfallen, schließt also technische Umwandlungsverluste mit ein.

### Glühlampen
Typische Werte für Alltagsgebrauchslampen der Hauptreihe 230 V, Lampen mit Doppelwendel:
| Leistung W | Lichtstrom lm | Lichtausbeute lm/W |
| ---------- | ------------- | ------------------ |
| 40         | 430           | 10,8               |
| 60         | 730           | 12,2               |
| 100        | 1380          | 13,8               |
| 500        | 8400          | 16,8               |

Typische Werte für Niedervolt-Halogenglühlampen ohne Reflektor, Farbtemperatur 3000 K:
| Spannung V | Leistung W | Lichtstrom lm | Lichtausbeute lm/W |
| ---------- | ---------- | ------------- | ------------------ |
| 12         | 10         | 140           | 14                 |
| 12         | 20         | 350           | 17,5               |
| 12         | 50         | 950           | 19                 |
| 24         | 50         | 850           | 17                 |
| 12         | 100        | 2300          | 23                 |
| 24         | 100        | 2200          | 22                 |

### Leuchtstofflampen
Typische Werte für Leuchtstofflampen der Lichtfarbe hellweiß, Bauform Stab (Durchm. 26 mm):
| Leistung W | Rohrlänge mm | Lichtstrom lm | Lichtausbeute lm/W | Leuchtdichte cd/m2 |
| ---------- | ------------ | ------------- | ------------------ | ------------------ |
| 15         | 438          | 650           | 43                 | 07000              |
| 30         | 895          | 1600          | 53                 | 07500              |
| 36         | 1200         | 3350          | 93                 | 11400              |
| 58         | 1500         | 5200          | 90                 | 14500              |

(Leistungsaufnahme ohne Berücksichtigung des Vorschaltgeräts)

### Andere Lichtquellen
| Glühwürmchen     | 0,0144 lm pro cm2 Leuchtfläche |
| Anzeige-LED      | ca. 0,001 – 1 lm               |
| Kerze            | ca. 10 lm                      |
| „High-Power“-LED | bis 4250 lm bis 250 lm/W       |
| Sonne            | 3,7·1028 lm                    |

Eine umfangreiche Tabelle gibt es in Lichtquelle#Beispiele.

## Messverfahren

### Ulbrichtsche Kugel (Kugelphotometer)
Die gängige, jedoch relative Messung mit Hilfe einer Ulbrichtschen Kugel führt zu einem vergleichsweise schnellen Ergebnis, welches im Millisekunden-/Sekundenbereich vorliegt. Unter Beachtung der Vorbereitungszeiten, wie kontrolliertes Altern (48 h für Halogenlampen) oder thermisches Stabilisieren (2 h für LED-Leuchten und -Lampen), der Lichtquelle wird der Zeitvorteil jedoch reduziert. Ein an der Ulbrichtkugel angeschlossenes Photometer/Spektrometer erlaubt das sofortige Ablesen des Lichtstroms. Präzise Messungen sind unter drei Voraussetzungen durchführbar:
- Die (relativ) messende Kugel muss durch eine geeignete Lichtquelle identischer räumlicher Abstrahlung kalibriert worden sein, da die Lichtdurchmischung bei gängiger Photometerfarbe (Innenauskleidung der Kugel) nicht ausreichend ist. Eine Erhöhung des Reflexionsgrades zu Werten von größer 90 % wird durch die CIE nicht mehr empfohlen, da die Langzeitstabilität durch unumgängliches Einstauben der unteren Kugelhälfte nicht gewährleistet werden kann.
- Zweitens muss die Kugel entweder mit einer bekannten Lichtquelle identischer Spektralverteilung kalibriert werden oder das Gesamtsystem „Kugel mit montiertem Photometerkopf“ muss eine spektrale Empfindlichkeit ähnlich zur Hellempfindlichkeitsfunktion des (menschlichen) Auges haben. Dieser Anspruch ist jedoch nur für Photometer (schnell auslesbar) mit Partialfilterung sowie Spektrometer (deutlich langsamer auslesbar) mit integrierter Streulichtmatrix-Korrektur erfüllbar.
- Drittens muss die Bauform (Abmessungen, Eigenabsorption) der Kalibrierlichtquelle mit der Bauform des Prüflings übereinstimmen. Eine Zusatzkalibrierung mit sog. Hilfslampe ist oftmals nicht ausreichend, speziell bei hoher Eigenabsorption.

Zusammenfassend lässt sich festhalten, dass die Kugel hervorragende Messergebnisse liefert, wenn „Gleich gegen Gleich“ und somit relativ gemessen wird. Weichen die räumliche oder spektrale Ausstrahlung oder die Bauform der Kalibrierlichtquelle vom Messobjekt ab, so ist die Messunsicherheit erheblich vergrößert.

### Aus der Lichtstärkeverteilung (Goniophotometer)
Die weitaus genauere, weil absolute Messung des Lichtstromes wird mit Hilfe eines Photometerkopfes, montiert an einem Goniometer durchgeführt. Das Goniometer bewegt den Photometerkopf (eigentlich Beleuchtungsstärkemesskopf) auf einer virtuellen Kugelfläche um das Messobjekt. Je nach Verteilung der winkelabhängigen Lichtstärke der Lichtquelle liegt die Messdauer im Bereich von Minuten/Stunden. Wichtig ist hierbei, dass die zu vermessende Lichtquelle über die Messdauer stabil arbeitet. Die vom Goniometer gefahrenen Bahnen liegen historisch begründet auf Loxodromen (Spiralbahnen) oder bilden Großkreise/Kleinkreise nach. Ist die Lichtstärkeverteilung (LVK) ansatzweise bekannt, kann per CNC jedes denkbare Raster abgetastet werden und somit der zeitliche Messaufwand erheblich reduziert werden. Liegt nach Beendigung der Messwertaufnahme eine sinnvolle räumliche Verteilung der Messwerte vor, so ist mit Hilfe von numerischen Methoden möglich, den Lichtstrom aus der Lichtstärkeverteilung zu errechnen. Ebenso wie bei der Messung am Kugelphotometer ist die spektrale Anpassung des Messkopfes wichtig, nach DIN 5032 Teil 7 ergibt sich ein Klasse L Messkopf ausschließlich bei einem Gesamtfehler kleiner 1,5 %. Der Einsatz von Beleuchtungsstärkemessköpfen mit Partialfilterung ist notwendig. Weiterhin ist auf ein hinreichend enges Messraster zu achten.

## Zusammenhang mit anderen radiometrischen und photometrischen Größen
| radiometrische Größe                                                | Symbol a)                            | SI-Einheit | Beschreibung                                                    | photometrische Entsprechung b)                  | Symbol                               | SI-Einheit           |
| Strahlungsfluss Strahlungsleistung, radiant flux, radiant power     | {\displaystyle \Phi _{\mathrm {e} }} | W (Watt)   | Strahlungsenergie durch Zeit                                    | Lichtstrom luminous flux                        | {\displaystyle \Phi _{\mathrm {v} }} | lm (Lumen)           |
| Strahlstärke Strahlungsstärke, radiant intensity                    | {\displaystyle I_{\mathrm {e} }}     | W/sr       | Strahlungsfluss durch Raumwinkel                                | Lichtstärke luminous intensity                  | {\displaystyle I_{\mathrm {v} }}     | cd = lm/sr (Candela) |
| Bestrahlungsstärke irradiance                                       | {\displaystyle E_{\mathrm {e} }}     | W/m2       | Strahlungsfluss durch Empfängerfläche                           | Beleuchtungsstärke illuminance                  | {\displaystyle E_{\mathrm {v} }}     | lx = lm/m2 (Lux)     |
| Spezifische Ausstrahlung Ausstrahlungsstromdichte, radiant exitance | {\displaystyle M_{\mathrm {e} }}     | W/m2       | Strahlungsfluss durch Senderfläche                              | Spezifische Lichtausstrahlung luminous exitance | {\displaystyle M_{\mathrm {v} }}     | lm/m2                |
| Strahldichte Strahlungsdichte, Radianz, radiance                    | {\displaystyle L_{\mathrm {e} }}     | W/m2sr     | Strahlstärke durch effektive Senderfläche                       | Leuchtdichte luminance                          | {\displaystyle L_{\mathrm {v} }}     | cd/m2                |
| Strahlungsenergie Strahlungsmenge, radiant energy                   | {\displaystyle Q_{\mathrm {e} }}     | J (Joule)  | durch Strahlung übertragene Energie                             | Lichtmenge luminous energy                      | {\displaystyle Q_{\mathrm {v} }}     | lm·s                 |
| Bestrahlung Einstrahlung, radiant exposure                          | {\displaystyle H_{\mathrm {e} }}     | J/m2       | Strahlungsenergie durch Empfängerfläche                         | Belichtung luminous exposure                    | {\displaystyle H_{\mathrm {v} }}     | lx·s                 |
| Strahlungsausbeute radiant efficiency                               | {\displaystyle \eta _{\mathrm {e} }} | 1          | Strahlungsfluss durch aufgenommene (meist elektrische) Leistung | Lichtausbeute (overall) luminous efficacy       | {\displaystyle \eta _{\mathrm {v} }} | lm/W                 |